# Estação Kohnen

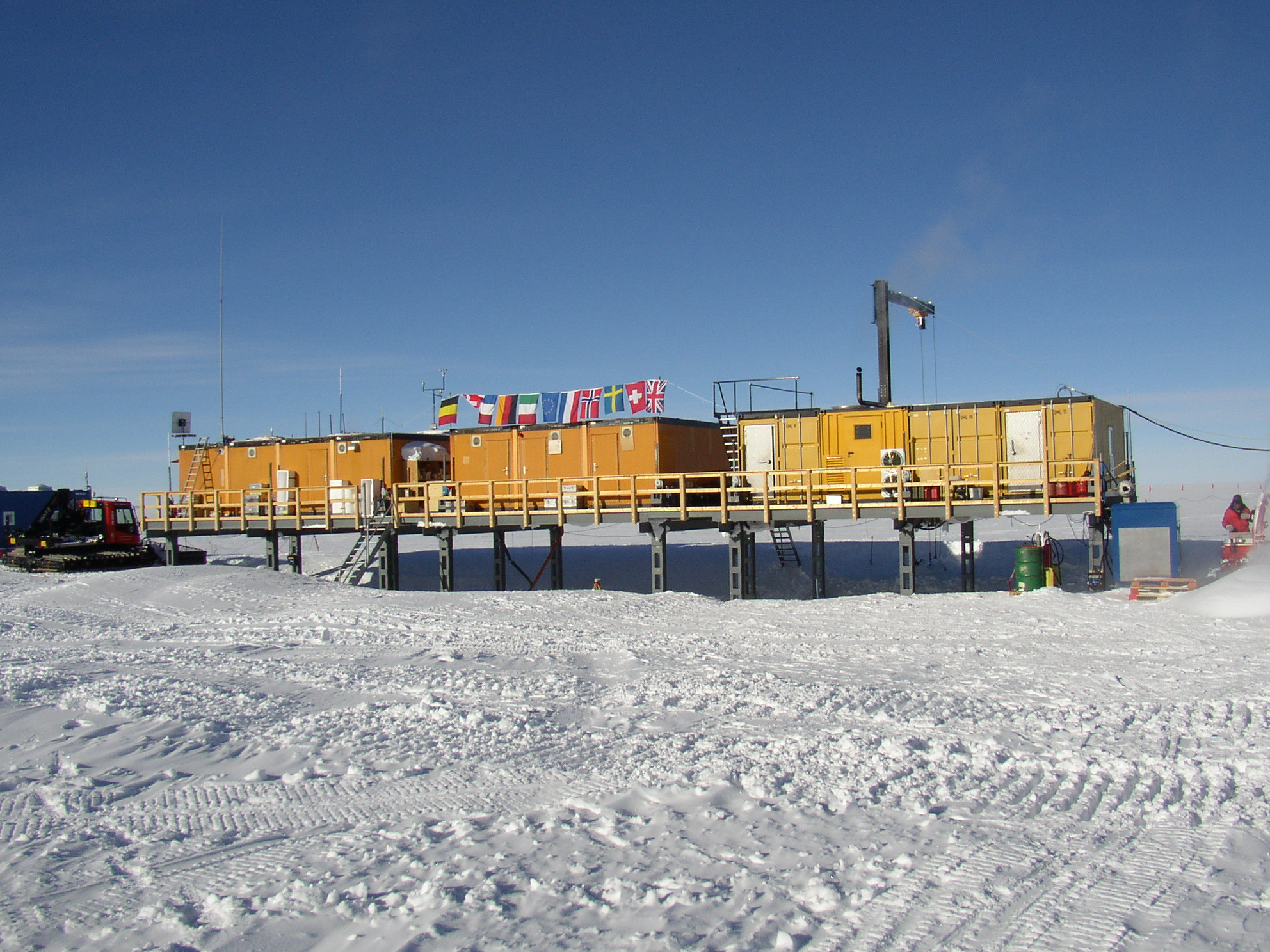
A Estação Kohnen.

A Estação Kohnen é uma estação de pesquisa polar alemã aberta apenas no verão na Antártida, capaz de acomodar até 20 pessoas. Recebeu o nome do geofísico  Heinz Kohnen (1938–1997), que foi por um longo tempo o chefe de logística no Instituto Alfred Wegener.
A estação abriu em 11 de janeiro de 2001, na Terra da Rainha Maud. A estação está localizada a 75°00'S, 00°04'E, e 2892 m acima do nível do mar. Está localizada a 757 km sudeste da Estação Neumayer III, que se situa na Plataforma de Gelo Ekstrom e provê logística e administração para a Estação Kohnen. Como a estação Halley V do Reino Unido, a base está construída sobre pernas de aço permitindo que seja erguida a medida que a altura da superfície de neve aumenta.
A estação tem uma sala de rádio, uma sala de lazer, uma cozinha, banheiros, dois quartos, um derretedor de neve, uma loja, uma oficina e uma usina de força (100 kW). É abastecida por um comboio de 6 veículos de reboque, que carregam até 20 tons cada e 17 trenós. A base é reabastecida duas vezes por ano, com até 6 trens de trenó por vez. Esta travessia leva de 9–14 dias.
A estação Kohnenn é a base logística para o projeto do núcleo de gelo na Terra da Rainha Maud, o Projeto Europeu para o Núcleo de Gelo na Antártida (EPICA). Um núcleo também foi perfurado na Estação Kohnen.